# Ernst Josephson
Ernst Josephson (født 16. april 1851 i Stockholm; død 22. november 1906 samme sted) var en svensk maler og digter.
I 16-årsalderen begyndte han på Konstakademien i Stockholm, hvor han studerede fra 1869 til 1876. Derefter fulgte studier i blandt andet Paris og Nederland. Allerede som tyveårig proklamerede han:
| Citat | Jag ska bli Sveriges Rembrandt eller dö. | Citat |
|       |                                          |       |

## Medgang og modgang
Josephson opnåede stor succes som kunstner. 1876 blev han tildelt en kongelig medalje for maleriet Sten Sture den ældre befrier dronning Kristina af Danmark fra Vadstena klosterfængsel.
Privat gik det ikke lige så godt; han blev offer for en række personlige tragedier. Allerede i en ung alder blev han smittet med syfilis. Hans kærlighedsliv blev ulykkeligt og dertil kom at hans værk Strömkarlen (som han malede i flere versioner i 1880'erne) blev afvist af Nationalmuseum. Maleriet blev købt af en oprørt prins Eugen, 'malerprinsen', som ikke kun var kunstner selv, men også hjalp mange samtidskunstnere økonomisk ved at købe deres arbejde til sit hjem på Waldemarsudde. Prinsen gav Strömkarlen (1884) et blivende sted, og maleriet har aldrig forladt Waldemarsudde siden.
| '                                                                                                 |                                                                                      |
| - Näcken og Strömkarlen - Näcken ('Nøkken' 1882). - Strömkarlen 1884, Prins Eugens Waldemarsudde. | - To søstre: Valfrida og Hilma - Valfrida Josephson 1874-75 - Fru Hilma Marcus, 1885 |

Josephsons far døde da Ernst var 10 år, hans søster Gelly døde da han var 17, og hans mor døde da han var 30 år gammel, hvilket påvirkede ham meget. 1887/88 var Josephson hårdt økonomisk trængt og havde vanskeligt ved at skaffe midler til maling og lærred til et stort bestillingsarbejde for den svenske kunstsamler Pontus Fürstenberg. På øen Bréhat i Bretagne praktiserede han spiritisme og blev hjemsøgt af religiøse forestillinger og troede han var Gud og Kristus. Et par måneder senere blev han indlagt på hospitalet, i dag Ulleråker Hospital i Uppsala, hvor han opholdt sig et par måneder. Diagnosen var paranoia, som i dag svarer til skizofreni. Til sidst flyttede han til Stockholm, hvor han boede til sin død i 1906.
I åndelig trance skabte Josephson visionære digte og malerier underskrevet med navnene på afdøde kunstnere. Nogle af Josephsons vigtigste værker, som Gåslisa (omkring 1890) og digtsamlingerne Svarta rosor (1888) og Gula rosor (1896), blev skabt i sygdomsperioden.
Ernst Josephsons väg i Södra Ängby, en bydel i Västerort, Stockholms kommun er opkaldt efter Josephson.

## Andre af Ernst Josephsons værker
| '                                                                     | |
| - David og Saul – Gåslisa - David og Saul, 1878 - Gåslisa, 1888-1890. | - Spanske smede - Spanske smede, 1881, Nationalmuseum Stockholm - Spanske smede, 1882, Nasjonalgalleriet, Oslo |

| '                                                             |                                                                                                 |
| - Glæde - La joie de vivre, 1887 ('Livsglæden') - Leende 1890 | - Skulptur og gravsten - Skulptur af Carl Eldh, Stockholm - Gravsted i Solna med portrætbillede |

| ' |
| - Portrætter - J.P. Jacobsen malet i Rom 1879 - Ketty Rindskopf, formodentlig 1876 - Journalisten Godfrey Renholm, 1880 - Karl Markus Syvårig søstersøn (sv): Dreng med trillebør, 1880. - Portræt af maleren Jeanette Rubenson, 1883 (sv) - Portræt af kunstmæcenen Pontus Fürstenberg, 1883? |